# 후지미촌 (시즈오카현)
후지미촌(不二見村)은 시즈오카현 아베군에 있던 촌이다. 현재의 시즈오카시 시미즈구의 중심부에 해당한다.

## 역사
- 1889년 4월 1일 - 정촌제 시행에 의해 우도군 후지미촌이 성립하였다.
- 1896년 4월 1일 - 군제 시행에 의해 아베군 후지미촌이 되었다.
- 1924년 2월 11일 - 이하라군 시미즈정, 이리에정, 미호촌과 합병해, 시미즈시가 성립하였다.

## 참고문현
- 『市町村名変遷辞典』東京堂出版、1990年。